# Zarządca nieruchomości
Ten artykuł należy dopracować:

przedstawiono sytuację tylko z polskiej perspektywy – artykuł powinien być przekrojowy.
Pomóż go poprawić. Na stronie dyskusji mogą znajdywać się pomocne komentarze.
Zarządca nieruchomości – przedsiębiorca wykonujący działalność gospodarczą w zakresie zarządzania nieruchomościami.
Działalność zarządcy polega na analizie, monitorowaniu czynników, od których jest uzależnione prowadzenie racjonalnej gospodarki nieruchomością i podejmowaniu stosownych decyzji mających wpływ na bieżące, a także przyszłe planowanie jak najbardziej efektywnego wykorzystania będącej w gestii zarządcy nieruchomości. 

## Zarządca nieruchomości w Polsce
Umocowanie prawne zarządcy nieruchomości stanowią:
- ustawa z dnia 21 sierpnia 1997 r. o gospodarce nieruchomościami
- ustawa z dnia 24 czerwca 1994 r. o własności lokali

Podstawowe zasady prowadzenia działalności gospodarczej przez zarządcę nieruchomości określone są ponadto w:
- ustawie z dnia 7 lipca 1994 r. - Prawo budowlane
- ustawie z dnia 13 września 1996 r. o utrzymaniu czystości i porządku w gminach
- ustawie z dnia 24 sierpnia 1991 r. o ochronie przeciwpożarowej
- ustawie z dn. 16 kwietnia 2004 r. o ochronie przyrody
- ustawie z dnia 5 grudnia 2008 r. o zapobieganiu oraz zwalczaniu zakażeń i chorób zakaźnych u ludzi
- ustawie z dnia 7 maja 2010 r. o wspieraniu rozwoju usług i sieci telekomunikacyjnych
- ustawie z dnia 7 czerwca 2001 r. o zbiorowym zaopatrzeniu w wodę i zbiorowym odprowadzaniu ścieków
- ustawie z dnia 10 kwietnia 1997 r. - Prawo energetyczne

Od czasu wejścia w życie tzw. „ustawy deregulacyjnej” wykonywanie zarządzania nieruchomościami wymaga jedynie ubezpieczenia od odpowiedzialności cywilnej (poza kwestiami związanymi z rejestracją działalności gospodarczej, zależnymi od jej formy).
W roku 2022 z inicjatywy Polskiego Stowarzyszenia Zarządców Nieruchomości,  Polska Federacja Rynku Nieruchomości ustanowiła DZIEŃ ZARZĄDCY NIERUCHOMOŚCI na dzień 30 września.

### Przymusowy zarządca nieruchomości
W sytuacjach szczególnych sąd lub organ administracji publicznej może ustanowić przymusowego zarządcę nieruchomości w oparciu o:
- ustawę z dnia 17 listopada 1964 r. – Kodeks postępowania cywilnego
- ustawę z dnia 17 czerwca 1966 r. o postępowaniu egzekucyjnym w administracji
- ustawę z dnia 23 kwietnia 1964 r. – Kodeks cywilny
- ustawę z dnia 24 czerwca 1994 r. o własności lokali

Do sytuacji tych należą:
- zarząd przymusowy nad zajętą nieruchomością:
  - w toku egzekucji sądowej z nieruchomości (art. 931 § 2 kpc)
  - w toku egzekucji administracyjnej z nieruchomości (art. 110g § 2 ustawy o postępowaniu egzekucyjnym w administracji)
- zarząd przymusowy nad nieruchomością wspólną ustanowiony na podstawie:
  - art. 203 Kc – w odniesieniu do tzw. małych wspólnot mieszkaniowych (⩽3 lokali) bez ustanowionego w drodze umowy zarządcy nieruchomości wspólnej, a także do wszelkich stanowiących współwłasność nieruchomości innych niż nieruchomości wspólne związane z odrębną własnością lokali lub wspólnoty gruntowe
  - art. 26 ust. 1 ustawy z dnia 24.06.1994 r. o własności lokali – w odniesieniu do tzw. małych wspólnot mieszkaniowych (⩽3 lokali) z ustanowionym w drodze umowy zarządcą nieruchomości wspólnej, a także do tzw. dużych wspólnot mieszkaniowych (>3 lokali)

Ostatni z ww. przypadków reguluje ustawa o własności lokali, która precyzuje sposób zarządzania nieruchomością wspólną, tzn. nieruchomością będącą we współwłasności właścicieli lokali wyodrębnionych i niewydorębnionych położonych na danej nieruchomości. Właściciele ci tworzą wspólnotę mieszkaniową. Nieruchomością wspólną zarządza zarząd powołany przez właścicieli lub sposób zarządu określony jest w umowie, sporządzonej w formie aktu notarialnego (lub uchwale, zaprotokołowanej przez notariusza). Jeżeli jednak te sposoby sprawowania zarządu nie zostaną ustanowione lub nie spełniają swej roli według kryteriów określonych w ustawie o własności lokali, może zostać powołany zarządca przymusowy. Jest to więc sposób sprawowania zarządu przewidziany dla sytuacji, w której niezbędna jest interwencja organów publicznych w celu zapewnienia prawidłowego utrzymania nieruchomości wspólnej i zarządzania nią. Przy ustanawianiu zarządcy przymusowego obowiązują następujące zasady zapisane w ustawie o własności lokali (art. 26 uwl):
- zarządcę przymusowego ustanawia sąd,
- sąd ustanawia zarządcę przymusowego tylko na wniosek:
  - właściciela lokalu, jeżeli są spełnione przesłanki zawarte w art. 26 ust. 1 uwl
  - dotychczasowego zarządcy, jeżeli są spełnione przesłanki zawarte w art. 26 ust. 2 uwl
- przesłanki uprawniające właściciela do złożenia wniosku o ustanowienie zarządcy przymusowego (art. 26 ust. 1 uwl):
  - zarząd nie został powołany
  - zarząd nie wypełnia obowiązków pomimo jego powołania
  - zarząd narusza zasady prawidłowej gospodarki
- przesłanki uprawniające dotychczasowego zarządcę do złożenia wniosku o ustanowienie zarządcy przymusowego (art. 26 ust. 2 uwl):
  - zarząd nie został powołany ani nie określono sposobu sprawowania zarządu w umowie notarialnej w terminie 2 lat od wyodrębnienia pierwszego lokalu, a liczba lokali jest większa niż 7,
  - zarządca ten sprawował zarząd w dniu wyodrębnienia pierwszego lokalu i kontynuował ten zarząd przez co najmniej 2 lata.
- zgodnie z art. 26 ust. 1 uwl:
  - sąd odwoła zarządcę przymusowego, gdy ustaną przyczyny jego powołania
  - sąd, powołując zarządcę przymusowego, ustala jego wynagrodzenie
  - sąd, powołując zarządcę przymusowego, ustala jego zakres obowiązków.

### Dawne regulacje
Do 31 grudnia 2013 r. wymagana była licencja zawodowa zarządcy nieruchomości. Aby ją uzyskać, należało spełnić kilka ustawowych warunków, w tym m.in. posiadać wykształcenie wyższe i ukończyć studia podyplomowe w zakresie zarządzenia nieruchomościami lub posiadać wykształcenie wyższe z zakresu gospodarki nieruchomościami, odbyć odpowiednio udokumentowaną praktykę (wcześniej obowiązywał również egzamin państwowy, później zniesiony). Licencję mogła uzyskać wyłącznie osoba fizyczna. 
Art. 186 ustawy o gospodarce nieruchomościami definiował kodeks powinności zarządcy:
- stosowanie przepisów prawa,
- stosowanie standardów zawodowych,
- kierowanie się zasadami etyki zawodowej,
- wykonywanie czynności ze szczególną starannością,
- kierowanie się zasadą ochrony interesów osób, na rzecz których wykonywane są czynności zarządzania,
- stałe doskonalenie kwalifikacji zawodowych.

Te ogólne przepisy ustawy są uszczegółowione w wielu źródłach i opracowaniach.
Od kwietnia 2008 nastąpiła zasadnicza zmiana przepisów o stałym doskonaleniu – w nieobowiązującym już Rozporządzeniu Ministra Infrastruktury z dnia 17 kwietnia 2008 r. w sprawie stałego doskonalenia zawodowego (Dz.U. z 2008 r. nr 80, poz. 475, ze zm.). Według tego Rozporządzenia obowiązek doskonalenia zawodowego spoczywał na wszystkich osobach, które posiadały uprawnienia zawodowe w zakresie gospodarowania nieruchomościami, tj. na pośrednikach w obrocie nieruchomościami, zarządcach nieruchomości i rzeczoznawcach majątkowych. Spełnienie tego obowiązku polega na udziale osoby uprawnionej w seminariach, szkoleniach lub kursach specjalistycznych dotyczących gospodarowania nieruchomościami i rynku nieruchomości w zakresie uprawnień i licencji zawodowych posiadanych przez osobę uprawnioną (§ 3.1 Rozporządzenia).
Organizator takiego seminarium, szkolenia bądź kursu zobowiązany był do przesłania w ciągu 14 dni od zakończeniu szkolenia, kursu bądź seminarium do Ministerstwa Infrastruktury listy obecności z podaniem imienia, nazwiska oraz numerem licencji zawodowej. Dzięki temu na koniec roku Ministerstwo w łatwy sposób mogło skontrolować, kto z uprawnionych osób spełnił obowiązek doskonalenia zawodowego (§ 5, 6 i 7 Rozporządzenia). W paragrafie ósmym minister określał, że aby obowiązek stałego doskonalenia był spełniony, osoba uprawniona musiała uczestniczyć w ciągu jednego okresu rozliczeniowego (rok kalendarzowy) co najmniej w 24 godzinach edukacyjnych kształcenia w dowolnie wybranych formach (§ 8. 2 Rozporządzenia). Wszystkie te przepisy straciły moc prawną 31 grudnia 2013 roku i odtąd w stosunku do zarządców nie stawia się takich wymagań.

## Organizacje gospodarcze
Zarządcy nieruchomości organizują się, tworząc stowarzyszenia skupiające w swoich szeregach osoby wykonujące ten zawód. Jako pierwsze w Polsce powstało Polskie Stowarzyszenie Zarządców i Administratorów Nieruchomości w Krakowie w 1996 r. Stowarzyszenia skupione są w federacjach, które m.in. reprezentują środowisko zarządców nieruchomości przed organami państwowymi, koordynują działania stowarzyszeń, opracowują standardy zawodowe oraz podejmują wiele innych zadań.
Według stanu na rok 2011 działało pięć związków stowarzyszeń zarządców nieruchomości:
- Polska Konfederacja Rynku Nieruchomości,
- Federacja Gospodarki Nieruchomościami (skupiająca oprócz stowarzyszeń zarządców nieruchomości także stowarzyszenia pośredników w obrocie nieruchomościami, stowarzyszenia rzeczoznawców majątkowych oraz stowarzyszenia osób z uprawnieniami do wykonywania certyfikatów energetycznych),
- Polska Federacja Organizacji Zarządców i Administratorów Nieruchomości,
- Polska Federacja Stowarzyszeń Zawodów Nieruchomościowych.
- Polska Federacja Rynku Nieruchomości (skupiająca oprócz stowarzyszeń zarządców nieruchomości także stowarzyszenia pośredników w obrocie nieruchomościami oraz rzeczoznawców majątkowych).

Z uwagi na wprowadzoną tzw. „ustawę deregulacyjną” została powołana 7 kwietnia 2014 Krajowa Izba Gospodarki Nieruchomościami. Krajowa Izba Gospodarki Nieruchomościami wydaje branżowe licencje zarządcy nieruchomości i pośrednika w obrocie nieruchomościami. Izba prowadzi ogólnopolski Centralny Rejestr Zarządców Nieruchomości, Centralny Rejestr Pośredników w Obrocie Nieruchomościami oraz Centralny Rejestr Zarządców Sądowych (Przymusowych), do którego mogą dopisywać się i przynależeć osoby posiadające już wydane przez izbę branżowe licencje. Izba posiada zarejestrowane wojewódzkie delegatury, które prowadzą praktyki zawodowe, szkolenia, seminaria i konferencje dla zarządców nieruchomości i pośredników w obrocie nieruchomościami. Do izby przynależy kilkaset przedsiębiorstw zarządzających nieruchomościami oraz kilka tysięcy osób posiadających licencje zarządcy nieruchomości oraz pośrednika w obrocie nieruchomościami. Izba wprowadziła i nadal wprowadza szereg korzyści dla swoich członków.
W kraju działają także oddziały międzynarodowych organizacji zrzeszających zarządców nieruchomości, w tym między innymi stowarzyszenie Polski Oddział Instytutu Zarządzania Nieruchomościami IREM (IREM Polska), przyznające własny tytuł zawodowy Dyplomowanego Zarządcy Nieruchomości.